# 第3独立親衛特殊任務旅団 (ロシア陸軍)
第3独立親衛特殊任務旅団（だい3どくりつしんえいスペツナズりょだん、ロシア語: 3-я отдельная гвардейская бригада специального назначения、略称3 гв.обрСпН）は、ロシア陸軍の旅団。中央軍管区隷下。

## 歴史
- 1944年3月26日：第5独立オートバイ連隊の創設記念日
- 1957年：ドイツ駐留ソ連軍において、第26独立特殊任務大隊編成
- 1966年：ヴァーダー駐屯地において、第26、第27独立特殊任務大隊、第48、第166独立偵察大隊に基づき、第3独立親衛特殊任務旅団編成
- 1980年代：NATO軍のミサイルの発見・撃滅を任務とし、48個偵察グループを擁した。
- 1990年5月：東ドイツのヒュルステンベルク（ノイ・チンメン）からサマラ市のチェルノレーチエに移転
- 1992年9月～1993年3月：タジキスタンでの戦闘行動に参加
- 1995年1月～6月：第509独立特殊任務支隊がチェチェンで戦闘
- 2010年末：トリヤッティに移転
- 2014年以降のドンバス戦争及び2022年ロシアのウクライナ侵攻

2015年5月16日、ウクライナ軍第92独立機械化旅団の兵士により第3独立親衛特殊任務旅団の兵士2名がルハーンシク州シュチャスティア付近での戦闘で捕虜になった事が報告された。
捕虜となった兵士達は自らをトリヤッチの軍部隊21208から来たスペツナズであると答えた。
2015年5月18日、警察はトリヤッチ基地近くの検問所で12人ほどの抗議集会を解散させた。中にはウクライナで捕らえられているロシア兵の身を憂慮する抗議者もいた。
東ウクライナの親ロシア派民兵組織の幹部エドゥアルド・バスリンは捕らえらえたロシア人、エフゲニー・ウラジミロヴィチ・イェロフェーエフ （ロシア語: Евгений Владимирович Ерофеев）及びアレクサンドル・アナトリエヴィチ・アレクサンドロフ （ロシア語: Александр Анатольевич Александров)はルガンスク人民共和国のルガンスク民兵であると主張した。
一方欧州安全保障協力機構当局者は2人のロシア人がロシア軍の一員であることを確認した。
1年後、2016年5月にこの2人の兵士はウクライナ人、ナジーヤ・サウチェンコと捕虜交換された。
2022年10月4日、BBCロシアは旅団史上最悪の犠牲者がウクライナ、リマンの戦いで生じ、おそらく偵察中隊の75%の兵員を失った、と報じた。また、2023年9月18日、ウクライナ軍はバフムト南方で、旅団を撃破したと発表した。
旅団は2人のロシア連邦英雄アントーン・ウシャコフ曹長とアレクセイ・デルグノフ上級中尉を輩出している。

## 編制
- 第503独立特殊任務支隊（軍部隊21209）
- 第509独立特殊任務支隊（軍部隊21353）
- 第330独立特殊任務支隊（軍部隊33473）
- 下級特技兵学校
- 物資保障中隊
- 特殊兵器中隊：2000年に復活
- 自動車中隊

## 歴代旅団長
| 職名   | 就任年                 | 氏名                           | 階級     |
| ------ | ---------------------- | ------------------------------ | -------- |
| 旅団長 | 1971年9月 - 1975年11月 | ニコライ・ヤトチェンコ         | 親衛大佐 |
| 旅団長 | 1975年11月 - 1978年9月 | オレグ・ジャーロフ             | 親衛大佐 |
| 旅団長 | 1978年9月 - 1983年11月 | ヴャチェスラフ・ボリシャコフ   | 親衛大佐 |
| 旅団長 | 1983年11月 - 1986年1月 | ユーリー・スタロフ             | 親衛大佐 |
| 旅団長 | 1986年1月 - 1988年11月 | ウラジーミル・マンチェンコ     | 親衛大佐 |
| 旅団長 | 1988年11月 - 1992年1月 | アレクサンドル・イリイン       | 親衛大佐 |
| 旅団長 | 1992年1月 - 1995年9月  | アレクサンドル・チェルネツキー | 親衛中佐 |
| 旅団長 | 1995年9月 - 2003年     | ウラジーミル・コズロフ         | 親衛大佐 |
| 旅団長 | 2003年 - ?             | アレクセイ・ケロフ             | 親衛大佐 |